# Carolin Fortenbacher
Carolin Fortenbacher (* 26. Juni 1963 in Hamburg) ist eine deutsche Sängerin und Schauspielerin. Sie wurde durch das ABBA-Musical Mamma Mia! bekannt, in dem sie von 2002 bis 2007 als Hauptdarstellerin am Hamburger Operettenhaus engagiert war.

## Wirken

### 1980er und 1990er Jahre
Bereits ab früher Jugend in klassischem Ballett unterrichtet, wurde Carolin Fortenbacher im Alter von 13 Jahren Ballettschülerin bei Monika Radler. Von 1982 bis 1984 ließ sie sich am Volker Ullmann Studio in Hamburg zur Sängerin, Tänzerin und Schauspielerin ausbilden und vertiefte ihr Gesangsstudium von 1991 bis 2005 bei Liliana Aabye. 1983 folgte ihr erstes Engagement bei der International Movers Dance Company in Hamburg. 1988 trat sie als Tänzerin in der Musical-Revue Hallelujah, Broadway am Stadttheater Kaiserslautern auf.
Zu Fortenbachers Repertoire gehören unterschiedliche Stilrichtungen von White Soul über Jazz, Pop, Rock und Heavy Metal bis hin zum klassischen Operngesang. Dem Publikum ist die Koloratursopranistin sowohl durch Musical-Rollen als auch durch klassische Partien bekannt. So trat sie von 1985 bis 1991 unter anderem als Königin der Nacht in Mozarts Oper Die Zauberflöte an der Hamburger Kammeroper auf, als Anita in Bernsteins West Side Story am Stadttheater Münster sowie als Rosalia am Staatstheater Kassel, als Lucy in Du bist in Ordnung, Charlie Brown am Hamburger Theater am Holstenwall und als Audrey in Der kleine Horrorladen am Theater Nordhausen sowie am Theater am Aegi in Hannover. An der Freilichtbühne Tecklenburg wurde sie für die Titelrolle in Andrew Lloyd Webbers Musical Evita verpflichtet.
Ab September 1992 agierte Fortenbacher in über 60 Vorstellungen als Pier Angeli in der Uraufführung des Musicals Die Legende von Jimmy Dean im Essener Theater Casa Nova. Zudem war sie alternierend in den Rollen Mabel und Kate in Die Piraten von Penzance im Theater Dortmund sowie im Theater des Westens in Berlin zu sehen. Für ihre Darstellung der Kate und ihre Rolle als Philia in Zustände wie im alten Rom wurde sie in Berlin mit dem Publikumspreis des Theater des Westens ausgezeichnet. Den Image Award Germany als „Beste Hauptdarstellerin“ erhielt sie 1996 für ihre Rolle als Aldonza in Mann von La Mancha.

### 2000er Jahre
Als schwarze Spinne in Peter Maffays Musical Tabaluga & Lilli wurde Fortenbacher von 1999 bis 2001 an das Theatro Centro in Oberhausen engagiert. Der Durchbruch gelang ihr mit der Hauptrolle der alleinerziehenden Mutter Donna im Jukebox-Musical Mamma Mia!, die sie von November 2002 bis September 2007 in 1200 Vorstellungen am Operettenhaus Hamburg innehatte.
Zu Beginn des Jahres 2004 tourte Fortenbacher mit der Musical-Gala Best of Musical durch Deutschland und Österreich. Im September 2005 erschien mit zwölf Titeln ihr erstes Solo-Album Zurück zu mir. Im Rahmen der Wahl der „Hamburger Top-Frau 2005“ wurde sie von den Lesern der Bild-Zeitung auf Platz zwei gewählt.
Im März 2008 trat sie mit der von Pe Werner geschriebenen Popballade Hinterm Ozean bei der Deutschen Vorentscheidung zum Eurovision Song Contest 2008 an, bei der sie hinter den No Angels den zweiten Platz belegte. Der Veröffentlichung ihrer Single und ihres Albums Drama im März 2008 folgte eine bundesweite Tournee mit eigenem Live-Programm. Im Dezember 2008 begleitete sie die Popband Gregorian als Gast auf ihrer Deutschland-Tournee Christmas Chants.
Im Juni 2009 nahm Fortenbacher an der VOX-Sendung Das perfekte Promi-Dinner teil. Ab 2009 trat sie im Rahmen des italienischen Liederabends Pasta e basta als Katja Wahl-Ente in den Hamburger Kammerspielen auf.

### 2010er Jahre
2010 folgten ihr Soloprogramm Unverfroren Aufgetaut – Ein KonzertTheater in den Fliegenden Bauten Hamburg sowie ein Solo-Konzert im Oberhausener Ebertbad. Im selben Jahr bildete sie mit Entertainer Kay Ray das Duo La Fortenbacher und das Kay. Mit ihrem Programm Heiß in Concert treten sie unter anderem regelmäßig im Schmidt Theater Hamburg und wiederkehrend in der Bar jeder Vernunft in Berlin sowie im Theater am Aegi in Hannover auf. Am Schmidt Theater Hamburg agiert sie zudem unter der Regie von Corny Littmann in der Komödie Oh Alpenglühn! von Mirko Bott, für die sie in der Kategorie „Herausragende Darstellerin“ im Oktober 2012 mit dem Rolf-Mares-Preis ausgezeichnet wurde. Ab 2011 verkörperte sie an der Seite von Sascha Rotermund die Titelrolle in der Romanadaption Das Orangenmädchen nach Jostein Gaarder am Altonaer Theater in Hamburg.
Gemeinsam mit Sascha Rotermund entwickelte Carolin Fortenbacher anschließend das Bühnenprogramm La Fortenbacher & die Carolinger: Ich hab Hunger!, das im Februar 2013 unter der musikalischen Leitung von Martin Langer und Dominik Pobot im Hamburger Schmidts Tivoli Premiere hatte. Zusammen mit ihrer Musikgruppe Die Carolinger wurde im Februar 2014 das Album Kamionka veröffentlicht. Im Sommer 2014 spielte sie die Rolle der Stiefmutter Dorabella im Musical Aschenputtel bei den Brüder-Grimm-Märchenfestspiele Hanau. Mit ihrem Ehemann Sascha Rotermund konzipierte sie die Fortenbacher's Intimate Night, die im Juni 2014 im Angie’s (Schmidt Tivoli) Premiere feierte. Ab September 2014 spielte sie zusammen mit Marion Martienzen in der Musikshow Forever Soul in den Hamburger Kammerspielen.
2015 spielte sie zusammen mit Nik Breidenbach das Stück Entführung aus dem Paradies in der neuen Spielstätte Das Schmidtchen. 2016 übernahm sie die Rolle Diana Goodman im Musical Fast Normal – Next to Normal von Tom Kitt und Brian Yorkey an den Hamburger Kammerspielen. 2017 widmete sie sich vorrangig der Musik und brachte die Konzertprogramme ABBA macht glücklich! sowie Fortenbacher singt Streisand im Hamburger Schmidt Theater heraus. Im November 2017 erschien das Live-Album Carolin Fortenbacher singt ABBA und stellt fest: ABBA macht glücklich!. Das Live-Album Fortenbacher singt Streisand wurde im Februar 2018 veröffentlicht.

## Diskografie

### Musical und Gastauftritte
- 1992: Starmania, Essen - Aalto Theater
- 1994: Der Mann von La Mancha, Essen - Casa Nova
- 1994: Die Legende von Jimmy Dean
- 1995: Voice of Eternity
- 1999: Being alive – The Art of German Musicalstars
- 1999–2001: Tabaluga & Lilli, Oberhausen - Teatro Centro
- 2002: Hero Nation – Metalium
- 2004: Mozarts Königin der Nacht in Rock
- 2004: Mamma Mia!
- 2004: Best of Musical
- 2005: Christmas Stories
- 2015: Aschenputtel / Brüder Grimm Festspiele Hanau
- 2016: Fast Normal / Hamburger Kammerspiele
- 2019: Weltenwandler / Brüder Grimm Festspiele Hanau

### Alben
- 2005: Zurück zu mir
- 2008: Drama
- 2014: Kamionka – La Fortenbacher & die Carolinger
- 2015: Intimate Night (Live) –  Carolin Fortenbacher & Sascha Rotermund
- 2017: Carolin Fortenbacher singt ABBA und stellt fest: ABBA macht glücklich!
- 2018: Fortenbacher singt Streisand - Carolin Fortenbacher & Lutz Krajenski Trio
- 2022: Caro

### Singles
- 2005: Blinder Passagier
- 2008: Hinterm Ozean
- 2014: Souvenir – La Fortenbacher & die Carolinger

## Auszeichnungen
- 2012: Rolf-Mares-Preis in der Kategorie „Herausragende Darstellerin“ für Oh Alpenglühn!